# Andreas Kimstadius
Andreas Kimstadius, född 1604 i Kimstads församling, död 7 juni 1676 i Borgs församling, Östergötlands län, var en svensk präst.

## Biografi
Andreas Kimstadius föddes 1604 på Lycke i Kimstads församling. Han var son till bonden Måns. Kimstadius prästvigdes 22 augusti 1643 när han gick i gymnasiet och blev huspredikant på Vi i Löts socken. Efter det arbetade han några år som krigspräst. Kimstadius blev 1655 kyrkoherde i Borgs församling. Han avled 7 juni 1676 i Borgs socken och begravdes på gamla kyrkogården. Hans gravsten står numera på nya kyrkogården.
Kimstadius var gift med Dorothea von Lungen (död 1707) från Tyskland.